# Concetto Scivoletto
Concetto Scivoletto (Modica, 22 febbraio 1945) è un politico italiano.

## Biografia
Laureato in Filosofia, è stato dirigente siciliano del PCI e segretario della Federazione provinciale ragusana dal 1979 al 1987. Nel 1991, dopo lo scioglimento del PCI aderisce al Partito Democratico della Sinistra. È stato membro della direzione nazionale dei Democratici di Sinistra fino al 2007, anno in cui fuoriesce in opposizione al progetto del Partito Democratico.
È stato due volte sindaco di Modica, nel 1985-1986 e nel 1990.
Eletto nel 1987 al Senato della Repubblica nel collegio di Ragusa per la X legislatura. Verrà riconfermato nelle successive elezioni del 1992 (XI), 1994(XII) e 1996 (XIII legislatura).
In Senato è stato capogruppo del Pds nella VIII Commissione - Lavori Pubblici e Comunicazioni e membro della Commissione parlamentare Antimafia. Dal 1996 al 2001 è stato Presidente della Commissione Agricoltura di Palazzo Madama.

## Curiosità
- Nel 1993, durante la discussione per la nuova legge elettorale maggioritaria, ha presentato come primo firmatario un disegno di legge che poneva il limite di tre legislature ai mandati parlamentari. Approvato a sorpresa dall'aula del Senato con un appoggio trasversale, la proposta fu poi affossata alla Camera[1][2] e dichiarata incostituzionale. La legge avrebbe avuto effetto retroattivo e impedito a molti politici di allora di ricandidarsi alle successive elezioni. Alla vigilia delle elezioni politiche del 2001 decide di non ricandidarsi, coerentemente con l'idea di limitare a 15 anni l'incarico parlamentare[3].